# Axiología
Axiología (del griego άξιος 'valioso' y λόγος 'conocimiento'), filosofía de los valores o filosofía axiológica es la rama de la filosofía que estudia la naturaleza de los valores y juicios valorativos. Incluye preguntas sobre la naturaleza y la clasificación de los valores y sobre qué tipo de cosas tienen valor. El término fue empleado por primera vez por Eduard von Hartmann en 1887 y posteriormente por Paul Lapie en 1902.
Está íntimamente conectada con varios otros campos filosóficos que dependen crucialmente de la noción de valor, como la ética, la estética o la filosofía de la religión. También está estrechamente relacionada con la teoría del valor y la metaética.
La distinción entre valor intrínseco y extrínseco es fundamental para la axiología: algo es intrínsecamente valioso si es bueno en o por sí mismo. Generalmente se sostiene que el valor intrínseco depende de ciertas características de la entidad valiosa. Por ejemplo, se puede decir que una experiencia es intrínsecamente valiosa en virtud de ser placentera. El valor extrínseco, en cambio, se atribuye a cosas que son valiosas solo como un medio para otras cosas. 
Las teorías sustantivas del valor tratan de determinar qué entidades tienen valor intrínseco. Las teorías monistas sostienen que solo hay un tipo de valor intrínseco. El ejemplo paradigmático de las teorías monistas es el hedonismo, la tesis de que solo el placer tiene valor intrínseco. Las teorías pluralistas, por otro lado, sostienen que hay varios tipos diferentes de valor intrínseco, por ejemplo, virtud, conocimiento, amistad, etc. Los pluralistas de valores se enfrentan al problema de explicar si o cómo se pueden comparar los diferentes tipos de valor al tomar decisiones racionales. Algunos filósofos afirman que los valores no existen en el nivel más fundamental de la realidad. Uno de esos puntos de vista sostiene que una afirmación de valor sobre algo simplemente expresa la aprobación o desaprobación del hablante de esta cosa. Esta posición es opuesta por los realistas sobre el valor.

## Historia
La reflexión explícita acerca de los valores, sin embargo, es anterior a la noción de axiología y puede remontarse a  David Hume, quien se preocupa principalmente por los valores morales y estéticos y elabora una teoría anti-metafísica y nominalista de los valores. Con todo, la teoría de Hume define los valores como principios de los juicios morales y estéticos, visión que será criticada por Friedrich Nietzsche y su concepción genealógica de los valores, según la cual no solo los juicios estéticos y morales dependen de valores, sino que hasta las verdades científicas y las observaciones cotidianas responden a ciertos valores y formas de valorar (Irracionalismo Voluntarista, cercano a Arthur Schopenhauer, y contrario a la Ilustración promovida por Immanuel Kant). Antes de ellos, en orden de importancia estaría la filosofía de Kant, que ubicaría la posibilidad de una Ética en el fundamento del Sujeto y de la Razón Sustancial (y no en la mera racionalidad instrumental del cálculo al estilo del utilitarismo de Jeremy Bentham). Para Kant solo puede haber ética si hay Libertad, condición de la necesaria Autonomía, frente a la Heteronomía impuesta.[cita requerida]
Así para Kant, -en contra del conservador Hume-, el Mundo de la Necesidad es el Mundo de la Física, o sea el Mundo de la Mecánica de Newton (Kant fue físico antes que profesor de filosofía). Kant, lector crítico de Hume, rescata la Física de Newton, pero elabora una Teoría del Sujeto como Fundamento último de su sistema filosófico ("Grund", en alemán), idea desarrollada luego por J.G. Fichte y posteriormente por G.W.F. Hegel. Para efectos de una Ética, no es su amada Física de Newton la que necesita Kant acá, sino de las Ideas Reguladoras de una Razón (Sustancial), que usa al Entendimiento (categorías de la razón instrumental para construir conocimiento científico) y a la Sensibilidad (lo empírico, la expereriencia sensible). Así Kant reconcilia a la Razón científica y filosófica con la posibilidad de Emancipación práctica (política y ética). Los grandes valores en Kant, ya no estarán fosilizados en la vieja Metafísica, de inspiración religiosa, sino en la Ilustración y sus valores emancipatorios y racionales, y serían parte del Mundo de la Razón y sus Ideas Reguladoras.[cita requerida]
Por otro lado y desde una matriz discursiva diferente, Marx desde la Crítica a la Economía Política desarrolla una crítica al valor, que va más allá de la crítica a la usual mistificación entre valor de uso y valor de cambio. Marx desarrolla así una crítica al concepto económico de valor para fundamentar en buena medida sus críticas y análisis socioeconómicos. Ciertamente el precio no es el valor, pero la lectura de esta crítica social no es religiosa ni moralista, ni metafísica, sino con pretensiones científico-sociales. Desde luego, la crítica marxista aunque parte de elementos filosóficos, va más allá de ellos, porque se ubica desde los elementos socio-históricos que la permiten. Marx y luego el marxismo (en sus diferentes desarrollos discursivos), propone(n) una teoría y una praxis, que parte de su teoría de la historia (usualmente conocida como Materialismo Histórico, en sus diferentes variantes), así como desde su concepción sociológica que parte de una moderna teoría de la "lucha de clases", para explicar las diferentes hegemonías y formas de dominación, en las diferentes formaciones históricas concretas y en los más generales modos de producción. (Por ejemplo: el Modo de Producción Esclavista, el Modo de Producción Feudal, el Modo de producción Asiático, el Modo de Producción Despótico-Tributario, Modo de Producción Capitalista, Modo de Producción Burocrático, Modo de Producción Socialista, etc. El aporte discursivo fundamental de Marx fue su crítica al fenómeno moderno de la alienación de las grandes mayorías de la población mundial bajo el sistema-mundo capitalista. Así plantea el "fetichismo de la mercancía", por medio del cual la "forma-mercancía" permea toda la cotidianidad principal humana.[cita requerida]
Con anterioridad y desde que hubo un excedente económico humano, hay relaciones mercantiles. Pero es con el capitalismo como modo hegemónico de producción , y sobre todo con el capitalismo industrial, y desde luego con el actual capitalismo financiero, que las relaciones humanas de forma generalizada, se ven condicionadas por la forma-mercancía. Esto quiere decir, que la gran mayoría de los valores sociales vigentes tienen un origen mercantilista. Así, el ser humano, cuyo trabajo es el origen social de toda riqueza, se escinde de esta genealogía, de esta génesis social, y termina valiendo menos, que su producción, que es la mercancía. Estas operaciones culturales colectivas, a veces se hacen muy sutilmente y aprovechando elementos inconscientes colectivos (revisar a Freud y los aportes del Psicoanálisis acá), pues el ser humano está abocado a la reproducción de su vida inmediata, mediante su trabajo alienado, por lo tanto, no puede conocer el origen estructural de su alienación colectiva. Así, la solución no sería solo ética y discursiva, sino teórica y práctica política, para que pueda transformar su actual condición social alienada.[cita requerida]

## Axiología contemporánea
La axiología contemporánea, no solo trata abordar los valores positivos, sino también los negativos (o antivalores), analizando los principios que permiten considerar que algo es o no valioso, y considerando los fundamentos de tal juicio. La investigación de una teoría de los valores ha encontrado una aplicación especial en la ética y en la estética, ámbitos donde el concepto de valor posee una relevancia específica. Algunos filósofos como los alemanes Heinrich Rickert o Max Scheler han realizado diferentes propuestas para elaborar una jerarquía adecuada de los valores. En este sentido, puede hablarse de una «ética axiológica», que fue desarrollada, principalmente, por el propio Scheler y Nicolai Hartmann. Desde el punto de vista ético, la axiología es una de las dos principales fundamentaciones de la ética junto con la deontología.[cita requerida]

## Valor intrínseco
Tradicionalmente, los filósofos sostenían que una entidad tiene valor intrínseco si es buena en o por sí misma. El valor intrínseco se contrapone al valor extrínseco o instrumental, el cual se atribuye a las cosas que son valiosas solo como un medio para otra cosa. Por ejemplo, se dice que herramientas como coches o microondas son extrínsecamente valiosas en virtud de la función que desempeñan, mientras que el bienestar que causan es intrínsecamente valioso, según el hedonismo. La misma entidad puede ser valiosa de diferentes maneras: algunas entidades tienen valores intrínsecos y extrínsecos al mismo tiempo. Los valores extrínsecos pueden formar cadenas, en las que una entidad es extrínsecamente valiosa porque es un medio para otra entidad que a su vez es extrínsecamente valiosa. Se sostiene comúnmente que estas cadenas deben terminar en algún lugar y que el punto final solo puede ser intrínsecamente valioso. La distinción entre valores intrínsecos y extrínsecos es importante para comprender varios desacuerdos dentro de la axiología. Diferentes teorías sustantivas de valor a menudo coinciden en si algo, por ejemplo, el conocimiento, es valioso, pero discrepan sobre si el valor en cuestión es intrínseco o extrínseco.
La concepción tradicional del valor intrínseco presentada anteriormente ha sido criticada en la filosofía contemporánea con el argumento de que combina varias nociones distintas que es mejor discutir por separado. Uno de esos contrastes es entre valores intrínsecos y finales. En una concepción más estrecha, un valor intrínseco es un valor que una entidad tiene en virtud de sus propiedades intrínsecas. Por ejemplo, suponiendo que el aspecto fenoménico de una experiencia placentera es una propiedad intrínseca, podríamos decir que la experiencia es intrínsecamente valiosa debido a esta propiedad intrínseca. Una entidad con valor final, en cambio, es valiosa por sí misma. Generalmente se acepta que hay una diferencia conceptual entre los valores intrínsecos y los valores finales. Por ejemplo, se puede decir que la experiencia del placer es intrínsecamente valiosa por un lado, y finalmente valiosa, por otro. Pero se ha disputado si hay cosas reales en las que estos tipos de valores pueden separarse. Los candidatos propuestos para portadores de valor final no intrínseco incluyen artículos únicos o raros (por ejemplo, un sello) o artículos históricamente significativos (por ejemplo, la pluma que Abraham Lincoln utilizó para firmar la Proclamación de Emancipación). Ser-raro y haber-sido-utilizado-por-alguien son propiedades extrínsecas que pueden ser responsables de que sus portadores tengan valor final, es decir, que sean valiosos por sí mismos.
Algunos filósofos han cuestionado si los valores extrínsecos deben considerarse valores en absoluto y no como meras indicaciones de valores. Una razón para considerar esta idea es que agregar o eliminar cosas extrínsecamente valiosas no afecta el valor del conjunto si todas las cosas intrínsecamente valiosas se mantienen constantes. Por ejemplo, el terremoto de Tōhoku de 2011 tuvo un valor extrínseco negativo debido a todos los daños que causó. Pero podría decirse que el mundo no habría sido un lugar mejor si se hubieran causado exactamente los mismos daños sin el terremoto.

## Estado ontológico de los valores
En la axiología, a menudo es importante distinguir entre la entidad que es valiosa y las características en virtud de las cuales es valiosa. Por ejemplo, se puede decir que una experiencia es valiosa en virtud de ser placentera. Esta distinción es particularmente relevante para los valores intrínsecos, ya que se suele sostener que el valor intrínseco de una entidad superviene de sus características intrínsecas. Esto significa que la entidad no podría tener un valor intrínseco diferente a menos que tuviera características intrínsecas diferentes.
Las teorías sustantivas del valor se centran en las características en virtud de las cuales algo tiene valor intrínseco. Candidatos populares para estas características incluyen el placer, la virtud y el conocimiento. Otra cuestión se refiere a la naturaleza de las entidades portadoras de valor. Los principales enfoques de esta cuestión pueden dividirse en la tradición kantiana, que considera que cosas concretas como personas son portadores del valor, y la tradición mooreana, que sostiene que solo los estados de las cosas (states of affairs) tienen valor. Esta diferencia es importante a la hora de determinar si un valor es extrínseco o intrínseco a una entidad. Algunos filósofos sostienen que objetos como el sombrero de Napoleón son valiosos debido a su relación con personas extraordinarias. Desde una perspectiva kantiana, este valor debe ser extrínseco, ya que se basa en la propiedad extrínseca de haber sido llevado por una persona extraordinaria. Pero desde una perspectiva mooreana, puede ser intrínseco, ya que no es portada por el sombrero, sino por un estado de cosas que involucra tanto al sombrero como a Napoleón.
La discusión anterior sobre las categorías ontológicas de valores y portadores de valor asume alguna forma de realismo: que realmente hay cosas valiosas. Pero las dificultades para llegar a un consenso de expertos en campos relacionados con valor como la ética, la estética o la política y las consideraciones del naturalismo han llevado a varios filósofos a dudar de esta suposición. La disputa subsiguiente entre cognitivistas y no cognitivistas se mantiene generalmente en el nivel de afirmaciones o actitudes de valor, ya sea en relación con todos los valores o específicamente en relación con los valores éticos. Los cognitivistas afirman que las afirmaciones de valor son aptas para la verdad (truth-apt), es decir, son o verdaderas o falsas, lo cual es negado por los no cognitivistas. La mayoría de los cognitivistas son realistas respecto a los valores: creen que los valores son parte de la realidad. La teoría del error (error theory), como fue articulada originalmente por J. L. Mackie, es una excepción. Los teóricos del error sostienen que todas las afirmaciones de valor son falsas y, por lo tanto, aptas para la verdad, porque el mundo carece de características de valor que serían necesarias para hacerlas verdaderas. Los no cognitivistas, en cambio, van un paso más allá y niegan que las afirmaciones de valor sean aptas para la verdad. Esta posición implica la dificultad de explicar cómo las afirmaciones de valor pueden ser significativas a pesar de carecer de un valor de verdad. Este desafío se puede afrontar de diferentes maneras. Los emotivistas, siguiendo a A. J. Ayer, afirman que las afirmaciones de valor solo expresan las emociones del hablante y están destinadas a influir en las acciones del oyente. El prescriptivismo, desarrollado por R. M. Hare, interpreta las afirmaciones de valor como imperativos u órdenes. El cuasirrealismo de Simon Blackburn afirma que las afirmaciones de valor proyectan actitudes emocionales como si fueran propiedades reales.

## Perspectiva objetiva y subjetiva
De acuerdo con la concepción tradicional, los valores pueden ser relativamente objetivos o subjetivos. Ejemplos de valores objetivos incluyen el bien, la verdad o la belleza, siendo finalidades estos mismos. Se consideran valores subjetivos, en cambio, cuando estos representan un medio para llegar a un fin (en la mayoría de los casos caracterizados por un deseo personal). Además, los valores pueden ser fijos (permanentes) o dinámicos (cambiantes). Los valores también pueden diferenciarse con base en su importancia y pueden ser conceptualizados en términos de una jerarquía, en cuyo caso algunos poseerán una posición más alta que otros.[cita requerida]
El problema fundamental que se desarrolla desde los orígenes mismos de la axiología, hacia fines del siglo XIX, es el de la objetividad o subjetividad de la totalidad de los valores. Max Scheler se ubicará en la primera de las dos posiciones. El subjetivismo se opondrá, desde el principio, a este enfoque. Y entenderá —a la antigua manera de Protágoras— que lo estrictamente humano es la medida de todas las cosas, de lo que vale y de lo que no vale, y de la misma escala de valores, sin sustento en la realidad exterior. Alfred Jules Ayer mismo, en Lenguaje, verdad y lógica, su obra temprana, dejará los juicios de valor fuera de toda cuestión, en virtud de que no cumplen con el principio de verificación empírica. De esta manera, lo ético y lo estético no son más que «expresiones» de la vida espiritual del sujeto. No una captación comprobable del mundo externo.[cita requerida]

## Monismo y pluralismo
Las teorías sustantivas del valor tratan de determinar qué entidades tienen valor intrínseco. Una disputa tradicional en este campo es entre teorías monistas y pluralistas. Las teorías monistas mantienen que solo hay un tipo de valor intrínseco. El ejemplo paradigmático de las teorías monistas es el hedonismo, la tesis de que solo el placer tiene valor intrínseco. Las teorías pluralistas, por otro lado, sostienen que hay varios tipos diferentes de valor intrínseco. W. D. Ross, por ejemplo, mantiene que el placer es solo un tipo de valor intrínseco además de otros tipos, como el conocimiento. Es importante tener en cuenta que este desacuerdo solo se refiere al valor intrínseco, no al valor en general. Así que los hedonistas pueden estar contentos de conceder que el conocimiento es valioso, pero solo extrínsecamente, dado que el conocimiento puede ser útil para causar placer y evitar el dolor.
Se han sugerido varios argumentos en la disputa monismo-pluralismo. El sentido común parece favorecer el pluralismo de valores: se atribuyen valores a una amplia gama de cosas diferentes, como la felicidad, la libertad, la amistad, etc., sin ninguna característica obvia en común que subyace a estos valores. Una forma de defender el monismo de valor es poner en duda la fiabilidad del sentido común para asuntos técnicos como la distinción entre valor intrínseco y extrínseco. Esta estrategia es seguida por J. J. C. Smart, que mantiene que hay un sesgo psicológico de confundir valores extrínsecos estables con valores intrínsecos. Los pluralistas de valores a menudo han intentado proporcionar listas exhaustivas de todos los tipos de valor, pero diferentes teóricos han sugerido listas muy diferentes. Estas listas parecen constituir selecciones arbitrarias, a menos que se pueda proporcionar un criterio claro de por qué se incluyen todos y solo estos elementos. Pero si se encontrara un criterio, entonces tal teoría dejaría de ser pluralista. Este dilema sugiere que el pluralismo es explicativo inadecuado.
Un tema estrechamente relacionado con el debate monismo-pluralismo es el problema de la inconmensurabilidad: la cuestión de si hay valores inconmensurables. Dos valores son inconmensurables si no hay ningún hecho sobre si uno es mejor o tan bueno como el otro: no existe una escala de valores común según la cual puedan compararse. Según Joseph Raz, las elecciones profesionales entre caminos muy diferentes, por ejemplo, si convertirse en abogado o clarinetista, son casos en los que están involucrados valores inconmensurables. Los pluralistas de valores a menudo afirman que los valores que pertenecen a diferentes tipos son inconmensurables entre sí. Los monistas de valor, en cambio, suelen negar que hay valores inconmensurables. Esta pregunta es particularmente relevante para la ética. Si las diferentes opciones disponibles para el agente incorporan valores inconmensurables, entonces parece que no hay manera racional de determinar lo que se debe hacer, ya que no hay ningún hecho sobre qué opción es mejor. La inconmensurabilidad generalizada amenazaría con socavar la relevancia práctica de la ética y la elección racional.

## Otros conceptos y distinciones
Muchos términos evaluativos se encuentran en el lenguaje cotidiano, a menudo con varios significados diferentes. Es importante para filósofos distinguir estos significados diferentes para evitar malentendidos. Una de estas distinciones es entre un sentido predicativo y un sentido atributivo del bien y del mal. En el sentido atributivo, una entidad es buena en relación con un cierto tipo. Por ejemplo, es posible que una persona con una voz clara sea una cantante buena o un cuchillo con un filo desafilado sea un cuchillo malo. Pero esto todavía deja abierta si la entidad en cuestión es buena o mala en un sentido incondicional o predicativo. Por ejemplo, una persona puede ser un asesino malo, pero ser malo como asesino no es malo en un sentido predicativo. La axiología suele interesarse por el sentido predicativo de la bondad. Pero algunos filósofos niegan que tal sentido exista y, por lo tanto, mantienen que todo valor es relativo a un tipo.
Una segunda distinción importante es la que existe entre ser bueno para una persona y ser bueno para el mundo. Ser bueno para una persona, o el valor prudencial, tiene que ver con el bienestar de esta persona. Pero lo que es bueno para una persona puede ser malo para otra persona. Por ejemplo, tener un verano seco puede ser bueno para el excursionista debido a las agradables condiciones para el senderismo, pero malo para el agricultor, cuya cosecha se está muriendo por falta de agua. En tales casos, surge la pregunta sobre lo que es bueno para el mundo o bueno por antonomasia. Los utilitaristas pueden resolver este problema definiendo el bien para el mundo como la suma del bien para cada persona.
Los filósofos a menudo distinguen entre conceptos evaluativos (como bueno o malo) y conceptos deónticos (como correcto, adecuado o deber) (right, fitting, ought). Los primeros pertenecen a la axiología propiamente dicha y expresan lo que vale o tiene valor, mientras que los segundos pertenecen a la ética (y campos relacionados) y expresan lo que se debe hacer. Los filósofos han tratado de proporcionar un relato unificado de estos dos campos, ya que parecen estar íntimamente relacionados. Los consecuencialistas ven los conceptos evaluativos como fundamentales y definen los conceptos deónticos en términos de conceptos evaluativos. Las teorías de la actitud adecuada (fitting-attitude theories), por otro lado, tratan de reducir los conceptos evaluativos a los conceptos deónticos. El consecuencialismo es una teoría ética que sostiene que, dado un cierto conjunto de acciones posibles, debemos realizar la acción que tiene las mejores consecuencias generales. Por lo tanto, lo que debemos hacer se define en términos evaluativos: todo lo que lleve a las consecuencias con el valor más alto. Las teorías de la actitud adecuada son teorías axiológicas que definen el valor de algo en términos de la actitud que sería adecuada tener hacia esa cosa, por ejemplo, que sería bueno encontrar una cura para el cáncer porque sería un objeto adecuado de deseo. Estos relatos se basan en la noción deóntica de que algunas de nuestras actitudes hacia el mundo son adecuadas o correctas para definir lo que es bueno.

## Relación con la ciencia
Desde el punto de vista de Nietzsche, sin embargo, no hay una diferencia esencial entre lo que la concepción tradicional llama «juicios de valor» y los juicios científicos, ya que ambos están fundamentados en valoraciones que se han configurado históricamente y que constituyen por sí mismas los modos específicos de interpretar y vivir. Asimismo, tampoco hay diferencia esencial entre el juzgar y el actuar, ya que ambas cosas consisten en el despliegue de ciertas fuerzas que por definición son fuerzas que valoran y cuyo movimiento también depende de valoraciones previas.[cita requerida]
Dentro del pensamiento filosófico existe un punto central que es cómo queremos llegar a ser en el futuro, en un estado mejor. Para poder pasar de un estado actual a un mejor estado es necesario que se comprenda primero que para hacer mejoras tenemos que fundarlas en ciertos puntos claves. En el pensamiento los hemos llamado siempre la axiología filosófica o la existencial, es decir los valores, que son aquellos fundamentados de la acción que nos pueden llevar a un estado mejor el día de mañana; esto se debe a que los valores dan sentido y coherencia a nuestras acciones.[cita requerida]
La naturaleza del valor suscita el debate entre cientificistas de diferentes disciplinas. Se trata de un problema complejo que precisa de una especificación filosófica. La axiología es la ciencia que estudia los valores y estos poseen una connotación filosófica. En el artículo se exponen en forma breve, los antecedentes de la axiología y se presentan diversas interpretaciones del concepto valor, analizando estas desde la perspectiva de la filosofía marxista. Se destaca la respuesta dialéctico-materialista con respecto al valor, planteando que este es un fenómeno social, que posee significación en el contexto de la relación sujeto-objeto y que expresa las necesidades e intereses humanos o de toda la naturaleza.[cita requerida]